# Karma (singel Black Eyed Peas)
Karma (z pol. Los) – trzeci singel amerykańskiej grupy muzycznej Black Eyed Peas, pochodzący z debiutanckiego albumu studyjnego, Behind the Front. Piosenka została wydana 6 kwietnia 1999, przez wytwórnię Interscope. Producentem jest Will.i.am. W teledysku pojawia się Kim Hill, ale nie śpiewa żadnej części piosenki.

## Lista utworów

### LP
Strona A
1. "Karma" (wersja LP) - 4:27
2. "Karma" (wersja czysta) - 4:27
3. "Karma" (wersja instrumentalna) - 4:27
4. "Karma" (wersja "A Cappella") 4:26

Strona B
1. "One Way" (Karma Remix) - 4:28
2. "One Way" (wersja instrumentalna) - 4:28
3. "One Way" (wersja "A Cappella") - 2:58
4. "Karma" (live) - 3:16

### CD
1. "Karma" (wersja LP) - 4:27
2. "One Way" (Karma Remix) - 4:28
3. "Karma" (live) - 3:16
4. "Karma" (wersja czysta) - 4:27